# Jan Pesman
Jan Sijbrand Pesman (4. května 1931 Stedum, Groningen – 23. ledna 2014 Delfzijl, Groningen) byl nizozemský rychlobruslař.
Na mezinárodních závodech se objevil poprvé v roce 1957, tehdy skončil na Mistrovství Evropy desátý a na Mistrovství světa byl čtrnáctý. Nejlepšího úspěchu na šampionátech dosáhl v roce 1959, kdy byl na kontinentálním i světovém shodně pátý. Na Zimních olympijských hrách 1960 startoval na třech distancích, na trati 500 m skončil na 33. místě, z pětikilometrového závodu si přivezl bronzovou medaili a na dvojnásobné trati se umístil na 12. příčce.
Zemřel v lednu 2014 ve svých dvaaosmdesáti letech.